# Glanzstoff

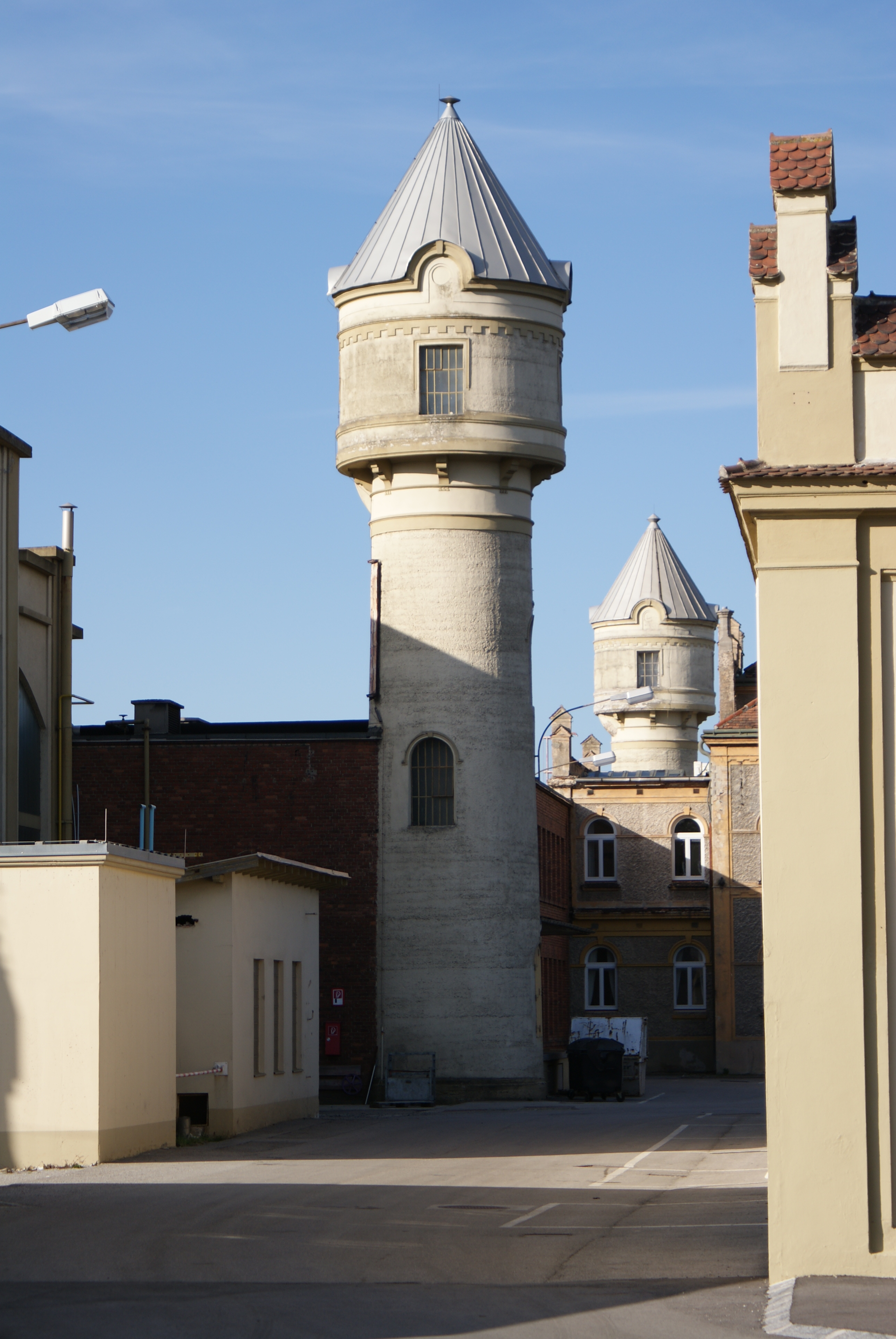
Site de production du groupe Glanzstoff en Autriche

Glanzstoff est un groupe chimique spécialisé dans la production de fibres telles que le polyester, le nylon et l’aramide. Le groupe est constitué de cinq sites de production situés en Autriche, en République tchèque, en Italie , au Luxembourg et en France. Le siège historique du groupe Glanzstoff Austria se situe à Sankt Polten, dans la province de Basse-Autriche, où fut fondée l'entreprise en 1906.
Le groupe compte 1 200 employés et produit plus de 23 000 tonnes de fil par an.